# Анри I
Анри I (на френски: Henri Ier de France) e крал на Франция от 1031 до 1060 г., трети поред от династията на Капетингите. Коронясан е на 14 май 1027 г., още преди смъртта на баща си, но се възкачва на престола чак от 1031 г.

## Произход и млади години
Анри е роден в Реймс през 1008 г. Син е на краля на Франция Робер II и Констанца Арлска.
Анри и големият му брат Юго Магнус започват разпри с баща си крал Робер. Юго Магнус умира, докато се бунтува срещу баща си, на 17 септември 1025 година. Анри се помирява с баща си и е назначен за негов приемник и коронован в Реймс. По-късно през 1030 година Анри и по-малкият му брат Робер I въстават против баща си. Братята превземат няколко замъка, после се помиряват с баща си.

## Царуване (1031 – 1060)
Царуването на Анри, подобно на предшествениците му, е характерно с териториални борби, включително и въстание на по-младия му брат Робер. В началото на управлението си, той помага на своя племенник Гийом Нормандски (бъдещия крал на Англия Уилям Завоевателя) срещу неговите васали, за да си спечели съюзник в негово лице. През 1047 г. Анри I осигурява властта на Гийом в Нормандия след победа срещу неговите васали в битката при Каен.
Няколко години по-късно Гийом, който е братовчед на английския крал Едуард Изповедника, се жени за дъщерята на графа на Фландрия. Могъществото на нормандския херцог нараства и Анри започва да се бои от него. През 1054 и 1058 г. Анри се опитва да завладее Нормандия, но е победен от Гийом. Въпреки това на тридесетгодишнината от царуването му властта на Анри достига своя връх.
От 1016 до 1032 Анри е херцог на Бургундия, но в името на мира е принуден да отстъпи херцогството на брат си Робер.
Крал Анри I умира на 4 август 1060 във Витри и е погребан в базиликата в Сен Дени. Наследен е на трона от сина си Филип I, който е на 7 години. Първите 6 години от царуването на Филип са под регентството на неговата майка Анна Киевска.

## Семейство и деца
Първи брак: през 1034 г. с 10-годишната Матилда Фризска (* 1024; † 1044). През 1040 г. Матилда ражда дъщеря, но и двете умират една след друга през 1044 г.
Втори брак: на 19 май 1051 г., на възраст около четиридесет години, Анри I се жени за втори път – за Анна Ярославна, втора дъщеря на Ярослав Мъдри (известна във Франция като Анна Русска или Анна Киевска). Бракосъчетанието се извършва в катедралния храм на Реймс. От този брак се раждат четири деца.
- Филип I (1052 – 1108), приемник на Анри като крал на Франция
- Роберт (1054 – 1063)
- Емма (1055 – 1109)
- Юг дьо Вермандоа (1057 – 1102).